# Cerkiew Zmartwychwstania Pańskiego w Bobrownikach
Cerkiew pod wezwaniem Zmartwychwstania Pańskiego – prawosławna cerkiew filialna w Bobrownikach. Należy do parafii św. Apostoła Jana Teologa w Mostowlanach, w dekanacie Gródek diecezji białostocko-gdańskiej Polskiego Autokefalicznego Kościoła Prawosławnego.

## Opis

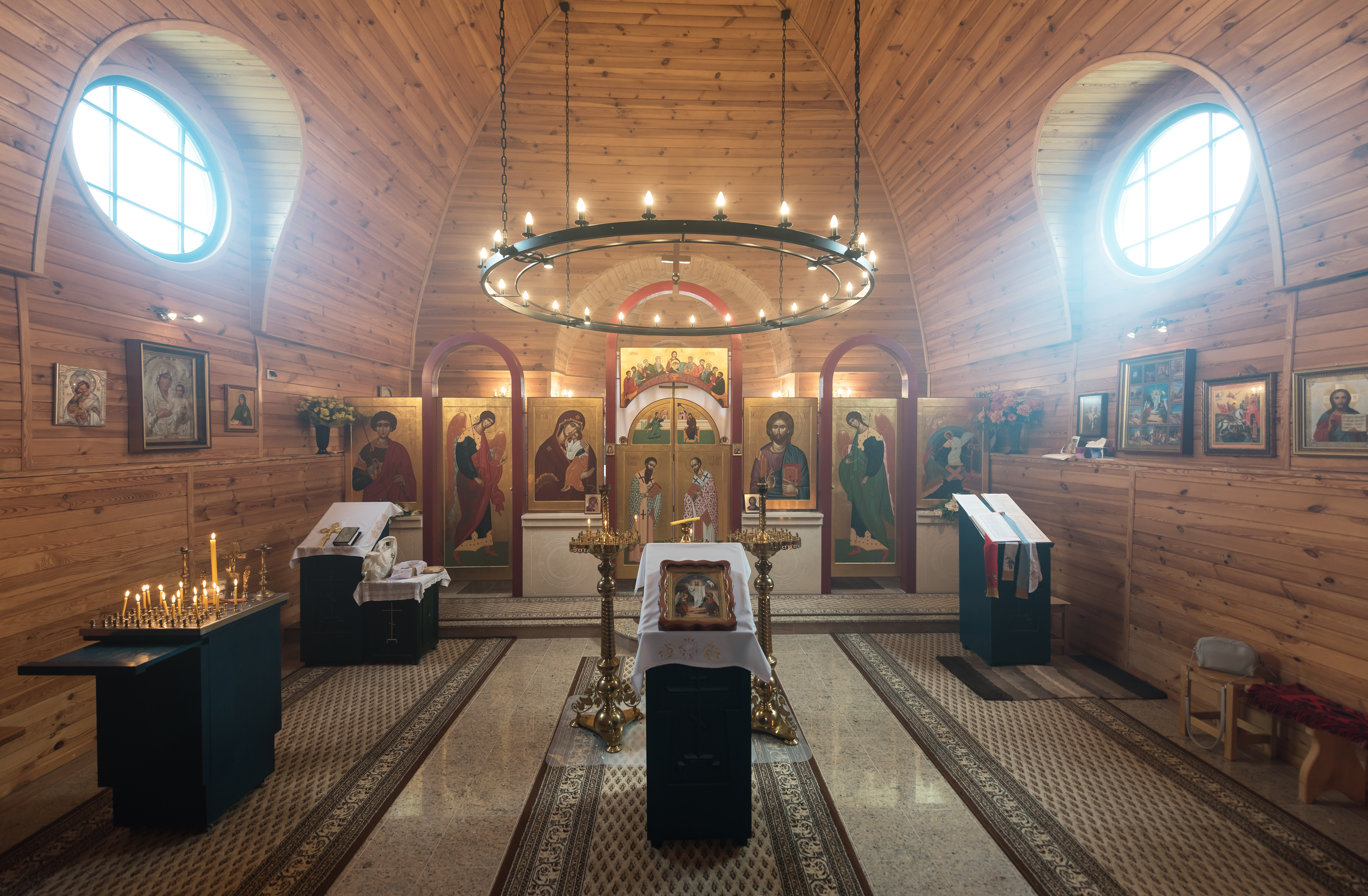
Wnętrze świątyni

Cerkiew położona jest w obrębie cmentarza w Bobrownikach. Była wznoszona w latach 2006–2009 według projektu Jerzego Uścinowicza. Jest to świątynia pomocnicza parafii w Mostowlanach; jej proboszcz, ks. Roman Kiszycki, był pomysłodawcą wzniesienia obiektu. Została wyświęcona w dniu 5 września 2010 przez arcybiskupa białostockiego i gdańskiego Jakuba. Hierarcha ten, razem z przebywającym gościnnie w Polsce arcybiskupem niżnonowogrodzkim i arzamaskim Jerzym odprawił w cerkwi pierwszą Świętą Liturgię.
Cerkiew ma łączną powierzchnię ponad 60 m², wzniesiona jest na planie prostokąta. Budowla drewniana, na wysokiej kamiennej podmurówce. Prezbiterium mniejsze od nawy, w formie pięciobocznej apsydy. Nad nawą czterospadowy dach namiotowy zwieńczony wieżyczką z dużym cebulastym hełmem. Wieża-dzwonnica (wyposażona w 2011 r. w 7 dzwonów odlanych w Rosji, zwieńczona kopułą), znajduje się po południowej stronie przedsionka. Pełni ona również funkcję studzienki. Wnętrze świątyni są wyłożone boazerią; ma ona stropy kolebkowe.